# On Dark Horses
Albums de Emma Ruth Rundle
Marked for Death
(2016) May Our Chambers Be Full
(2020)
On Dark Horses est le quatrième album solo de Emma Ruth Rundle, sorti le 14 septembre 2018 sur le label Sargent House.

## Liste des titres
Toutes les chansons sont écrites et composées par Emma Ruth Rundle.
| 1.    | Fever Dreams                 | 4:49 |
| 2.    | Control                      | 4:10 |
| 3.    | Darkhorse                    | 6:12 |
| 4.    | Races                        | 5:34 |
| 5.    | Dead Set Eyes                | 4:58 |
| 6.    | Light Song                   | 5:50 |
| 7.    | Apathy on the Indiana Border | 4:46 |
| 8.    | You Don't Have to Cry        | 5:44 |
| 42:03 |                              |      |

## Réception
On Dark Horses reçoit un très bon accueil de la presse spécialisée. Techniquement, il ne diffère pas des albums précédents, on retrouve les mêmes éléments post-rock, folk, indie et shoegaze que sur Some Heavy Ocean et Marked for Death. L'ensemble est peut-être même plus pesant, plus lourd. Pourtant le résultat est beaucoup plus chaleureux. Le chant de Emma Ruth Rundle est particulièrement apprécié, notamment dans sa capacité à véhiculer des émotions contradictoires tout au long de l'écoute. 
Par ailleurs, pour la première fois, Emma Ruth Rundle fait fonctionner son projet solo comme un groupe. Ainsi elle est rejointe par Evan Patterson, son compagnon, et Todd Cook respectivement chanteur/guitariste et bassiste du groupe noise rock Jaye Jayle. 

## Crédits
- Emma Ruth Rundle : Chant, guitares, flûte, percussions, paroles, pochette, photographies
- Evan Patterson : Chant, guitare, piano, mise en page
- Todd Cook : Basse
- Dylan Nadon : Batterie, percussions
- Kevin Ratterman : Mixage, mastering, production
- Ann Gauthier : Ingénieur assistante